# Bob McMillen
Bob McMillen (Estados Unidos, 5 de marzo de 1928-1 de abril de 2007) fue un atleta estadounidense, especialista en la prueba de 1500 m en la que llegó a ser subcampeón olímpico en 1952.

## Carrera deportiva
En los JJ. OO. de Helsinki 1952 ganó la medalla de plata en los 1500 metros, con un tiempo de 3:45.2 segundos, llegando a meta tras el luxemburgués Josy Barthel y por delante del alemán Werner Lueg (bronce con 3:45.4 segundos).